# Communauté d’agglomération Les Sorgues du Comtat
Die Communauté d’agglomération Les Sorgues du Comtat ist ein französischer Gemeindeverband mit der Rechtsform einer Communauté d’agglomération im Département Vaucluse in der Region Provence-Alpes-Côte d’Azur. Sie wurde am 24. Oktober 2001 gegründet und umfasst aktuell fünf Gemeinden. Der Verwaltungssitz befindet sich im Ort Monteux.

## Historische Entwicklung
Mit Wirkung vom 1. Januar 2017 wechselten die Gemeinden Bédarrides und Sorgues von der Communauté de communes des Pays de Rhône et Ouvèze zum hiesigen Verband.
Der Erlass des Präfekten vom 21. Dezember 2021 legte mit Wirkung zum 1. Januar 2022 die Änderung der bisherigen Rechtsform des Gemeindeverbands einer Communauté de communes zur aktuellen Rechtsform einer Communauté d’agglomération und damit verbunden die Änderung des bisherigen Namens Communauté de communes des Sorgues du Comtat zum aktuellen Namen fest.

## Mitgliedsgemeinden
| Gemeinde                                         | Einwohner 1. Januar 2022 | Fläche km² | Dichte Einw./km² | Code INSEE | Postleitzahl |
| ------------------------------------------------ | ------------------------ | ---------- | ---------------- | ---------- | ------------ |
| Althen-des-Paluds                                | 2.881                    | 6,40       | 450              | 84001      | 84210        |
| Bédarrides                                       | 5.521                    | 24,79      | 223              | 84016      | 84370        |
| Monteux                                          | 13.159                   | 39,02      | 337              | 84080      | 84170        |
| Pernes-les-Fontaines                             | 10.433                   | 51,12      | 204              | 84088      | 84210        |
| Sorgues                                          | 19.030                   | 33,40      | 570              | 84129      | 84700        |
| Communauté d’agglomération Les Sorgues du Comtat | 51.024                   | 154,73     | 330              | –          | –            |